# Koop
Koop je švédské acid jazzové duo, které tvoří Oscar Simonsson a Magnus Zingmark. Hlavním zdrojem inspirace je swing třicátých let a jihoamerické rytmy. Duo zatím spolupracuje se zpěvačkou Yukimi Nagano. Koop zatím vydali tři alba a podíleli se na celé řadě remixových alb. Jejich remixy se dají najít na albech projektu Verve Remixed. Jedním z ceněných remixů je remix skladby Here's That Rainy Day kterou proslavila brazilská zpěvačka Astrud Gilberto.
Při poslechu skladeb dua Koop lze snadno podlehnout dojmu, že je hraje malý orchestr. Ve skutečnosti se jedná o mix nasamplovaných zvuků. Tento způsob tvorby je nesmírně časově náročný a proto (také) je tak dlouhý časový rozestup mezi jednotlivými alby Koop. Na druhou stranu díky tomuto procesu získávají sklady Koop jedinečný surrealistický zvuk.

## Diskografie
- 1997 – Sons of Koop
- 2001 – Waltz for Koop
- 2006 – Koop Islands
- 2010 – Coup De Grâce - Best of Koop 1997-2007